# The Last Boy
The Last Boy es una película británica de ciencia ficción, fantasía y misterio de 2019, dirigida por Perry Bhandal, que a su vez la escribió, musicalizada por Alex Gobbett y Adam Harvey, en la fotografía estuvo Richard Swingle y los protagonistas son Luke Goss, Flynn Allen y Peter Guinness, entre otros. El filme fue realizado por Kirlian Pictures y PA Film Developments; se estrenó el 8 de enero de 2019.

## Sinopsis
El fin del mundo ya es realidad, una madre a punto de fallecer manda a su joven hijo a un sitio donde los deseos se cumplen. El largometraje está inspirado en las obras del poeta Rumi.